# Euryphantia cinerascens
Euryphantia cinerascens är en insektsart som beskrevs av George Willis Kirkaldy 1906. Euryphantia cinerascens ingår i släktet Euryphantia och familjen Flatidae. Inga underarter finns listade i Catalogue of Life.